# Noriphoca
Noriphoca — вимерлий рід монахових тюленів, відомий з пізнього олігоцену до початку міоцену Італії.